# Джонсон, Гарри (футболист, 1876)
Уильям Гаррисон Джонсон (англ. William Harrison Johnson; 4 января 1876 — 17 июля 1940), более известный как Гарри Джонсон (англ. Harry Johnson) — английский футболист, выступавший на позиции хавбека. Наиболее известен по выступлениям за английский клуб «Шеффилд Юнайтед» и национальную сборную Англии.

## Клубная карьера
Уроженец Экклсфилда (Шеффилд), Джонсон начал футбольную карьеру в местных командах «Атлас энд Норфолк Уоркс» и «Экклсфилд Черч». В 1895 году перешёл в «Шеффилд Юнайтед».
В составе «Шеффилд Юнайтед» становился чемпионом Англии (в сезоне 1897/98) и дважды выигрывал Кубок Англии (в 1899 и 1902 годах).
Всего провёл за клуб 275 матчей и забил 7 голов (в том числе 242 матча и 6 голов в чемпионате).
В 1909 году завершил карьеру из-за травмы. Впоследствии работал в тренерском штабе «Шеффилд Юнайтед» вплоть до середины 1930-х годов.

## Карьера в сборной
17 марта 1900 дебютировал за национальную сборную Англии в матче против сборной Ирландии, отличившись забитым мячом. Всего провёл за сборную шесть матчей, последний раз — против Шотландии 4 апреля 1903 года.
Также провёл одну игру за сборную Футбольной лиги Англии.

## Достижения
Шеффилд Юнайтед
- Чемпион Первого дивизиона: 1897/98
  - Вице-чемпион Первого дивизиона:  1896/97, 1899/00
- Обладатель Кубка Англии: 1899, 1902
  - Финалист Кубка Англии:  1901
- Обладатель Суперкубка шерифа Лондона[англ.]: 1898 (разделённый с «Коринтиан» титул)

Сборная Англии
- Победитель Домашнего чемпионата Британии: 1903 (разделённый с Ирландией и Шотландией титул)

## Личная жизнь
Его сыновья Гарри и Том также стали профессиональными футболистами и выступали за «Шеффилд Юнайтед».